# Mohakatino (fleuve)
Le fleuve Mohakatino  (anglais : Mohakatino River) est un cours d’eau du nord de la région de Taranaki dans l’Île du Nord de la Nouvelle-Zélande.

## Géographie
Il s’écoule vers l’ouest à partir de son origine à l’ouest de la ville d’Ohura, grossièrement parallèle dans son cours à son voisin plus au nord, qui est le fleuve Mokau , qui est plus large. Le fleuve Mohakatino atteint la mer de Tasman à 3 km au sud de la ville de Mokau.